# Новая Слободка (Могилёвская область)
Новая Слободка (бел. Новая Слабодка) — деревня в составе Черноборского сельсовета Быховского района Могилёвской области Республики Беларусь.

## Население
- 2010 год — 11 человек